# Шибови (Котор Варош)
Шибови су насељено мјесто у Босни и Херцеговини у општини Котор Варош, ентитет Република Српска. Према попису становништва из 1991. у насељу је живјело 671 становника.

## Становништво
Према попису становништва из 1991. године, мјесто је имало 671 становника.
| Шибови Попис 2013: Укупнo 270 становника |              |              |              |
| Година пописa                            | 1991.        | 1981.        | 1971.        |
| Хрвати                                   | 640 (95,38%) | 417 (95,20%) | 390 (98,73%) |
| Срби                                     | 24 (3,57%)   | 10 (2,28%)   | 0            |
| Муслимани                                | 0            | 2 (0,45%)    | 0            |
| Југословени                              | 5 (0,74%)    | 8 (1,82%)    | 0            |
| Остали и непознато                       | 2 (0,29%)    | 1 (0,22%)    | 5 (1,26%)    |
| Укупно                                   | 671          | 438          | 395          |

| Демографија | Демографија | Демографија |
| Година      | Становника  | Становника  |
| ----------- | ----------- | ----------- |
| 1961.       | 345         |             |
| 1971.       | 395         |             |
| 1981.       | 438         |             |
| 1991.       | 669         |             |